# Oedemera flavipes
Oedemera flavipes is een keversoort in de familie schijnboktorren (Oedemeridae). 

## Kenmerken
Hun lichaam is grijsgroen, donkergroen of koperachtig, terwijl de voorpoten geel (vandaar het Latijnse woord flavipes) of roodachtig zijn. Het mannetje van Oedemera flavipes heeft, zoals bij de meeste Oedemera-soorten, de achterste dijbenen erg opgeblazen, terwijl bij het vrouwtje de dijbenen dun zijn.
De volwassenen groeien tot 9-11 mm lang en kunnen meestal worden aangetroffen van mei tot juli voeden met stuifmeel en nectar, voornamelijk op Asteraceae, Rosaceae, Convolvulaceae en Apiaceae soorten. Ze zijn een veelvoorkomende prooi van de geblokte kever, Trichodes alvearius.
De larven ontwikkelen zich in stengels van kruidachtige planten of in rottende takken.

## Voorkomen
Oedemera flavipes komt voor in Europa en het Nabije Oosten.

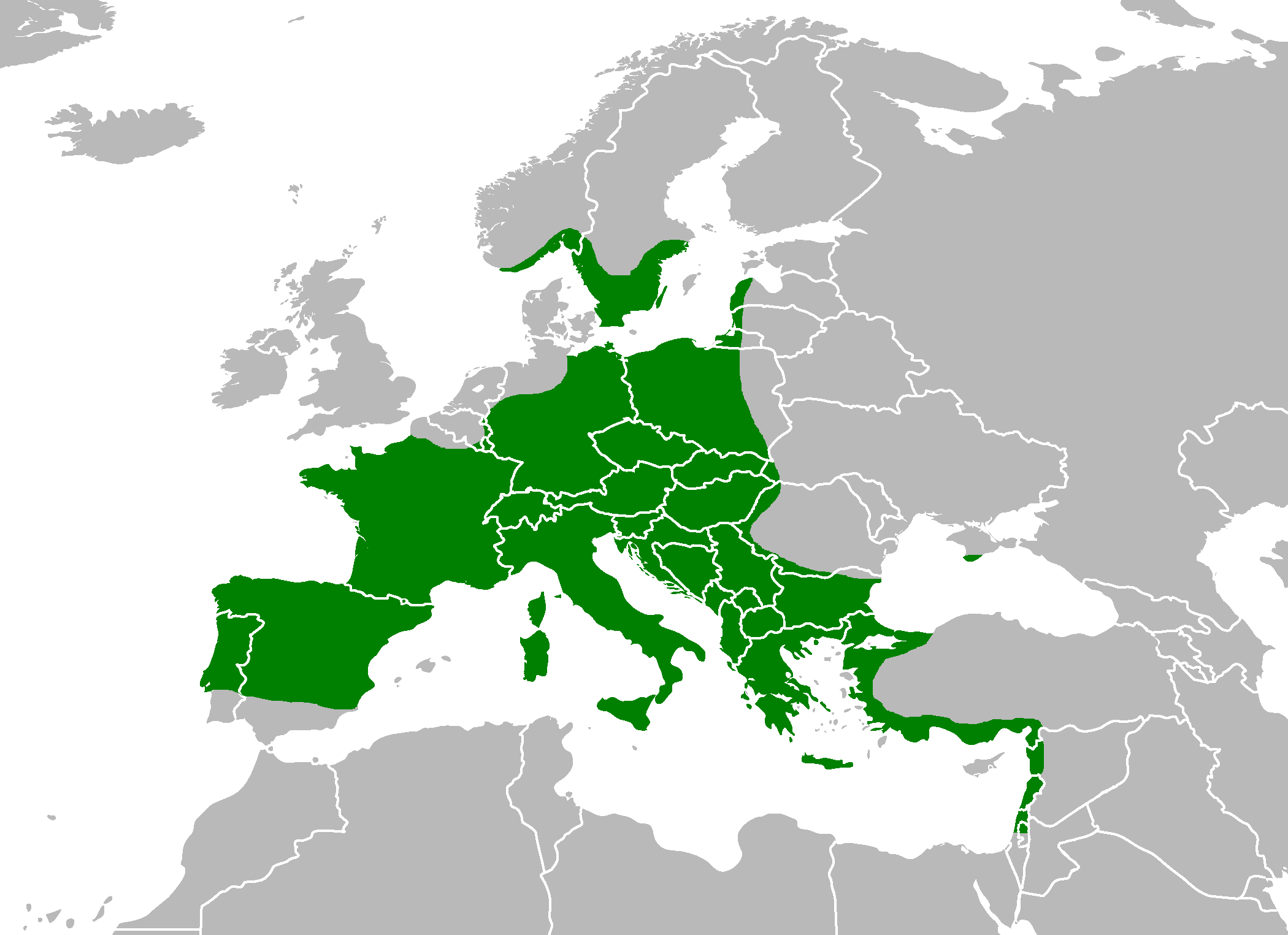
Europees verspreidingsgebied